# Museo Nórdico
El Museo Nórdico (en sueco: Nordiska museet) es un museo de historia situado en la isla de Djurgården, en Estocolmo, Suecia. Está dedicado a la historia del pueblo sueco y su cultura desde finales de la Edad Media hasta el tiempo contemporáneo.

## Descripción
Fue fundado al principio del siglo XIX por Artur Hazelius, quien fundó también el museo al aire libre de Skansen. Estos dos museos formaban inicialmente parte del mismo proyecto y se volvieron independientes en 1963. Los objetos presentados en Skansen son aún hoy de la propiedad del Museo Nórdico.
En un principio se proponían representar la cultura de toda Escandinavia, pero Hazelius tuvo que limitarse únicamente a Suecia. Las exposiciones presentan distintos aspectos de la vida en ese país según los tiempos, y en los distintos estratos sociales. Entre las temáticas representadas se incluyen el artesanado, las tradiciones, la comida, el hábitat humano, los juguetes y la confección, entre otros.
El edificio que albergaba el museo fue concebido por Isak Gustaf Clason y construido entre 1888 y 1907. Los planes iniciales eran mucho más ambiciosos y preveían un edificio cuatro veces mayor. Se inspira en la arquitectura de Renacimiento danés, del cual el castillo de Frederiksborg es la obra culminante.

### Visitas
La visita al museo es gratuita hasta los 18 años, y para los adultos su valor es de 140 coronas.